# Бостанжогло, Василий Николаевич
Василий Николаевич Бостанжогло (1860—9 июля 1920) — совладелец крупного табачного предприятия «Товарищество М. И. Бостанжогло», орнитолог, один из первых исследователей авифауны Западного Казахстана.

## Биография
Внук табачного фабриканта Михаила Ивановича Бостанжогло (1789—1863), грека из г. Нежина, и его жены Елены Яковлевны, урождённой Йорганда (1802—1885), по семейной легенде, турчанке, выкраденной из гарема. Дело унаследовали сыновья Василий Михайлович и Николай Михайлович (1826—1891). Василий Николаевич сын младшего из них, и его рано умершей жены Марии Васильевны, урождённой Яковлевой (1840—20 мая 1864).

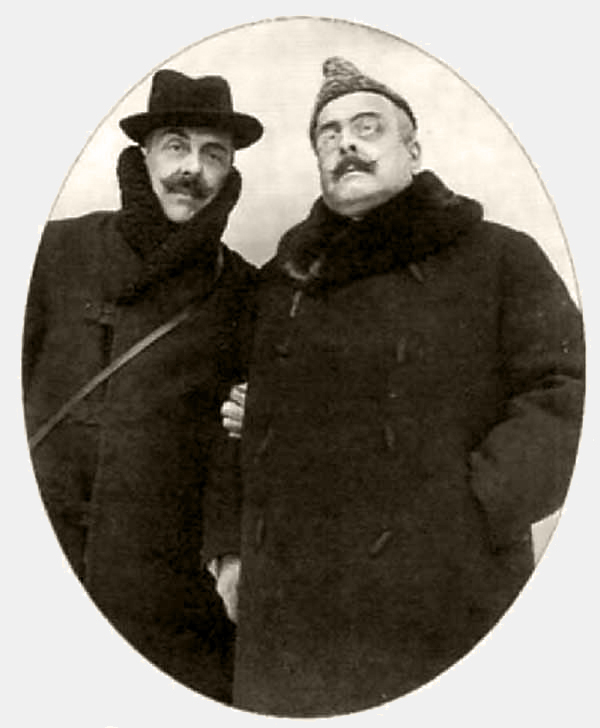
Братья Василий и Михаил Бостанжогло

В молодости участвует в юношеских постановках своего двоюродного брата Константина Алексеева, позже ставшего известным как Константин Сергеевич Станиславский, в Любимовке. 3 августа 1880 года Василий Бостанжогло исполнил роль Антона Николаевича Фадеева в шутке-водевиле «Аз и Ферт» Фёдорова, затем Адама Адамича фон Блазе в шутке-водевиле «Зало для стрижки волос» Григорьева.
Василий Николаевич окончил Вторую мужскую московскую гимназию, по настоянию отца, который видел в нём преемника в семейном бизнесе, поступил на юридический факультет Московского университета. Благополучно окончил его с дипломом кандидата прав в 1888 году. Во время учёбы в университете познакомился с орнитологами М. А. Мензбиром и Ф. К. Лоренцом. Под их влиянием начал собирать орнитологические и лепидоптерологические коллекции.
К 31 декабря 1901 года стоимость товарищества составляла почти 2 миллиона (1 928 300 рублей), а чистая прибыль колебалась вв конце века (1897—1901) около 45-50 тысяч рублей в год. Это давало возможность заняться любимым делом. Для В. Н. Бостанжогло таковыми были коневодство и зоология. В конце 19 или начале 20-го века он приобрёл в селе Могутово Бузулукского уезда Оренбургской губернии  Могутовский конный завод. С 1901 по 1905 год включительно В. Н. Бостанжогло публикует ежегодные отчёты своего конного завода.
Но главным делом Василия Николаевича стали орнитологические исследования. Он совершает целый ряд экспедиций. В 1904 году дважды посещает дельту Волги. В марте-мае 1905 года исследовал северное побережье Аральского моря и степи к северу от него, включая пески Большие Барсуки. В феврале-июне 1907 года собирал птиц в Уральской области от берегов Каспия на север до Уральска. Итогом была коллекция птиц в 1186 экземпляров 194 видов. В 1911 год опубликован итоговый труд В. Н. Бостанжогло «Орнитологическая фауна Арало-Каспийских степей», 410 страниц с двумя картами. На данную работу продолжают ссылаться до сих пор.
В 1918 году  фабрика Бостанжогло была национализирована. Василий Николаевич сумел найти работу делопроизводителя в Шаляпинской студии. Но 9 июля 1920 года он был арестован Московской ЧК «за спекуляцию николаевскими рублями». Его расстреляли столь стремительно, что даже никто не успел попытаться за него заступиться.

### Судьба коллекций
В 1936 году Московское общество испытателей природы передало в Зоологический музей МГУ 5540 экземпляров птиц из коллекции В. Н. Бостанжогло, большинство из них собраны им собственноручно, но многие получены по обмену от известных орнитологов того времени. Тогда же в Зоомузей поступила и обширная коллекция бабочек, собранная В. Н. преимущественно в Самарской и Симбирской губерниях.

## Семья
- Первая жена — Евдокия Ивановна Качалина (29 март 1862—31 декабрь 1889)[5][6]
  - Сын — Василий Васильевич Бостанжогло (1886—1953), был дважды женат, второй раз на актрисе Надежде Дмитриевне Козыревой[b].
- Вторая жена (с 1893[9]) — Любовь Сергеевна Алексеева (1871—1941), двоюродная сестра В. Н. Бостанжогло, и родная сестра К. С. Станиславского. Была замужем 4 раза, В. Н. её второй муж, а первым был Георгий Густавович Струве.
- Сестра — Александра Николаевна в замужестве Гальнбек (1858—1942), муж Александр Александрович Гальнбек, брак расторгнут 8 июня 1895 года[10]
- Сестра — Елена Николаевна в замужестве Смирнова (1861—13 ноября 1911), замужем за Сергеем Николаевичем Смирновым (?—1920), учителем Второй мужской московской гимназии[11]
- Брат — Михаил Николаевич Бостанжогло (1862—17 августа 1931), на протяжении 20 лет крупнейший меценат шахматных турниров[12], в 1929 году арестован и лищён права проживать в Москве, Ленинграде, Киеве, Харькове, Одессе и областях при этих городах; скончался в психиатрической больнице г. Воронежа.

## Научные труды
- Бостанжогло В. Н. 1905. Птицы Приаральских степей. Отчёт по поездке в Приаральские степи, апрель-май, 1905.
- Бостанжогло В. Н. 1911. Орнитологическая фауна Арало-каспийских степей // Материалы к познанию фауны и флоры Российской империи. Отд. зоол. 11: 1-410.

## Память
- В 1913 году Н. Р. Кокуевым по сборам В. Н. Бостанжогло описан вид наездников-ихневмонид Amblyteles bostanzhogloi[13], рассматриваемом сейчас как младший синоним Triptognathops bicolor[14].
- Тогда же в 1913 году Н. А. Зарудный описал новый подвид обыкновенного ремеза из устья р. Урал Remiza pendulina bostanjogli[15], сейчас рассматривается как синоним типичного подвида.

Подтвердить многочисленные указания на описание бабочки в честь В. Н. Бостанжогло пока не удаётся.

## Комментарии
1. ↑  Эта семейная легенда восходит к воспоминаниям К. С. Станиславского "Моя жизнь в искусстве" и, скорее всего, не имеет оснований. Обсуждая привычки Александры Михайловны Яковлевой, урожденной Бостанжогло, тёти Василия Николаевича, Станиславский пишет: Тут, по-видимому, сказались придворные привычки, унаследованные новой женой Яковлева от своей матери-турчанки, бывшей ранее одной из жен султана. Старик Б. <Михаил Иванович Бостанжогло>  похитил её из гарема и спрятал в ящике, который был сдан в багаж как простая кладь. По выходе корабля в море ящик вскрыли и выпустили гаремную узницу на свободу[1]. Однако одновременно с Еленой Яковлевной Йоргандой в Москве жила её сестра "гречанка девица Екатерина Яковлева Иорганда", которая 28 ноября 1826 в Софийской церкви на Лубянке была крёстной своего племянника Николая. Позднее она вышла замуж за Георгия Дмитриевича Милиоти, и фамилия Милиоти относится к Екатерине, а не Елене[2].
2. ↑  Весьма запутано происхождение связанного с родом Бостанжогло  профессора Московской консерватории, основоположника советской школы альтистов Вадима Васильевича Борисовского (1900—1973). 16 январь 1900 года при его крещении в Воскресенской церкви  в Барашах сделана запись: Мать Потомственная почетная гражданка девица Александра Петрова Смирнова. Восприемники Кандидат прав Василий Николаев Бостанжогло и жена Мануфактур советника Надежда Юрьева Борисовская[6]. Это означает, что Вадим был внебрачным сыном Александры Петровны Смирновой 2-й (30 марта 1877—21 ноября 1951), дочери Петра Арсеньевича Смирнова от его третьего брака с Марией Николаевной, урождённой Медведевой (1858—1899)[7] (не путать с умершей в младенчестве Александрой Петровной Смирновой 1-й (1859-1860), дочерью П. А. Смирнова от его 2-го брака с Натальей Александровной, урождённой Таракановой (1843-1873)). Отец при крещении не указан, а крёстным был Василий Николаевич Бостанжогло, что по православным канонам исключает его отцовство. Это даёт основания согласиться с данными, приведенными на ряде генеалогических сайтов[6][8], что биологическим отцом был в тот момент более чем юный Василий Васильевич Бостанжогло, сын Василия Николаевича. Крёстной матерью Вадима была Надежда Георгиевна Борисовская, урождённая Милиоти, мать его будущего отчима и одновременно двоюродная тётя Василия Николаевича Бостанжогло, то есть дочь Екатерины Милиоти, урождённой Йорганды, родной сестры той самой бабушки-"турчанки". Тот же сайт "Родовид" приводит документ об усыновлении Вадима собственной матерью: "Означенный Вадим решением Саратовского окружного суда от 30 апреля 1910 года усыновлен Потомственной почетной гражданке Александре Петровне Борисовской с передачей усыновленному фамилии "Борисовский". Отметка сделана на основании Указа Московской консистории от 30 января 1912 года № 1381"[6]. По-видимому, прав биограф Василия Николаевича Е. Э. Шергалин, утверждавший, что в том же 1910 году Вадим был усыновлен В. Н. Бостанжогло[3]. Косвенно это подтверждается тем, что Вадим Борисовский имел отчество "Васильевич". 
Запись о крещении Вадима, и выписка о передаче ему фамилии Борисовский